# Марта Кон
Марта Гоффнунг Кон (фр. Marthe Cohn; 13 квітня 1920, Мец, Франція — 21 травня 2025, Лос-Анджелес, США) — французька письменниця, медсестра, шпигунка, яка пережила Голокост. Розповіла про свій досвід розвідниці у роки Голокосту у книзі «В тилу ворога» (2002).

## Ранні роки
Народилася 13 квітня 1920 року в Меці, Франція в ортодоксальній єврейській родині і була однією з семи дітей. Сім'я жила поблизу німецького кордону у Франції, коли до влади прийшов Гітлер. Зі зростанням нацистської окупації її сестру відправили до Аушвіца, а її сім'я втекла на південь Франції одразу після повторної анексії Францією Ельзасу-Лотарингії 1918 року. Мец був німецьким володінням з 1871 по 1918 рік, придбаним як частина Ельзасу-Лотарингії під час Франко-прусської війни та віддана після Першої світової війни. Кон стала свідком антисемітизму поблизу дому, зокрема, осквернення синагоги у Меці.

## Кар'єра
У вересні 1939 року, згідно з наказом про евакуацію, вона, як і багато мозелян, переховувалася в Пуатьє у департаменті В'єнна. Після французької окупації у червні 1940 року й анексії Мозелю Третім Рейхом у липні 1940 року Кон вирішила залишитися у В'єнні.
Після арешту її сестри Стефані гестапо 17 червня 1942 року, Марта організувала втечу своєї сім'ї з Пуатьє до вільної зони. Там вона вижила завдяки фальшивим документам, отриманих перед від'їздом. Її нареченого, Жака Делоне — студента, з яким вона познайомилася в Пуатьє, який брав активну участь у французькому Руху Опору, розстріляли 6 жовтня 1943 року у фортеці Мон-Валеріан, Сюрен. У листопаді 1943 року Кон завершила навчання, розпочате у жовтні 1941 року в Пуатьє, в школі медсестер Французького Червоного Хреста в Марселі. Вона марно намагалася приєднатися до Руху Опору.
У листопаді 1944 року, після звільнення Парижа, вступила на службу та стала членкою розвідувальної служби 1-ї французької армії під командуванням маршала Франції Жана Марі де Латра де Тассіньї. Після 14 невдалих спроб перетнути фронт в Ельзасі Кон перетнула кордон з Німеччиною поблизу Шаффхаузена у Швейцарії. Як медсестра, яка вільно володіла німецькою мовою, вона видавала себе за німецьку медсестру та стверджувала, що розшукує свого зниклого нареченого. Потім повзти назад через швейцарський кордон, щоб передати інформацію французькій розвідці. Вона змогла повідомити дві важливі інформації: про те, що на північний захід від Фрайбурга евакуювали лінію Зігфрида, і те, що залишки німецької армії влаштували засідку у Шварцвальді.
Після війни повернулася до Франції, щоб продовжити кар'єру медсестри, але 1956 року, навчаючись у Женеві, познайомилася з американським студентом-медиком, майором Л. Коном, який був сусідом по кімнаті її подруги. За три роки вони одружилися та жили в США. Вони працювали разом: він — анестезіологом, а вона — медсестрою-анестезіологом.
1945 року нагороджена Воєнним хрестом. 1999 року французький уряд нагородив її Військовою медаллю. 2002 року нагороджена званням лицаря Ордена Почесного легіону Франції національним міністром у справах ветеранів Андре Бордом. 2006 року уряд Франції нагородив її медаллю Національногшо визнання.
2002 року у співавторстві з Венді Голден, написала книгу про свій досвід «У тилу ворога: правдива історія французького єврейського шпигуна в нацистській Німеччині», яку опублікував Harmony Books. Книгу переклала французькою мовою Елен Пруто й опублікувала у видавництвах Plon, а також Selection du Reader's Digest та престижне паризьке видавництво The Editions Tallandier.
Жила у Палос-Вердес, Каліфорнія. Померла 21 травня 2025 року у 105 років.

## Нагороди та відзнаки
- Воєнний хрест, 1945
- Військова медаль[3], 1999
- Почесний легіон, лицар з 2002 року
- «Доблесна жінка» від Центру Симона Візенталя, 2002
- Медаль національної подяки, 2006
- Хрест Ордена Заслуг, найвища нагорода Німеччини[11]

## Фільм
Фільм 2019 року «Чичинетт: Випадкова шпигунка» розповідає про життя Марти Кон. Його зняла сценаристка та режисерка Нікола Еліс Генс, а продюсером виступив Амос Гева.